# Bainbridge (Nova Iorque)
Bainbridge é uma cidade no estado de Nova Iorque, nos Estados Unidos, localizada no Condado de Chenango. Sua população era de 3 401 habitantes de acordo com o censo de 2000.
Bainbridge possui uma vila também chamada de Bainbridge. A cidade situa-se na fronteira leste do Condado de Chenango, a meio caminho entre Binghamton e Oneonta.